# Jason Knight
Ronald Jason Knight (12 de diciembre de 1963) es un luchador profesional y mánager estadounidense, más conocido por sus actuaciones en la Eastern / Extreme Championship Wrestling, donde fue Campeón Mundial de la Televisión.

## En lucha
- Movimientos finales
  - Sexy Driver (High-angle belly to back suplex)[2]
  - Sitout suplex slam[1][4]

- Movimientos de firma
  - Bulldog[2]
  - Sitout inverted suplex slam, a veces a través de una mesa[2]

- Luchadores dirigidos
  - Chad Austin[5]
  - Mr. Hughes[5]
  - The Pitbulls[5]
  - The Eliminators[5]
  - The Impact Players (Justin Credible yLance Storm)[5]

- Apodos
  - "The Sexiest Man Alive"[4]
  - "The Sexiest Man on Earth"[4]
  - "The World's Sexiest Man"[1]

## Campeonatos y logros
- Defiant Pro Wrestling
  - DPW Television Championship (1 vez)[2]

- Eastern Championship Wrestling
  - ECW World Television Championship (1 vez)[3]

- Jersey All Pro Wrestling
  - JAPW Heavyweight Championship (1 vez)